# Botanischer Garten Montreal

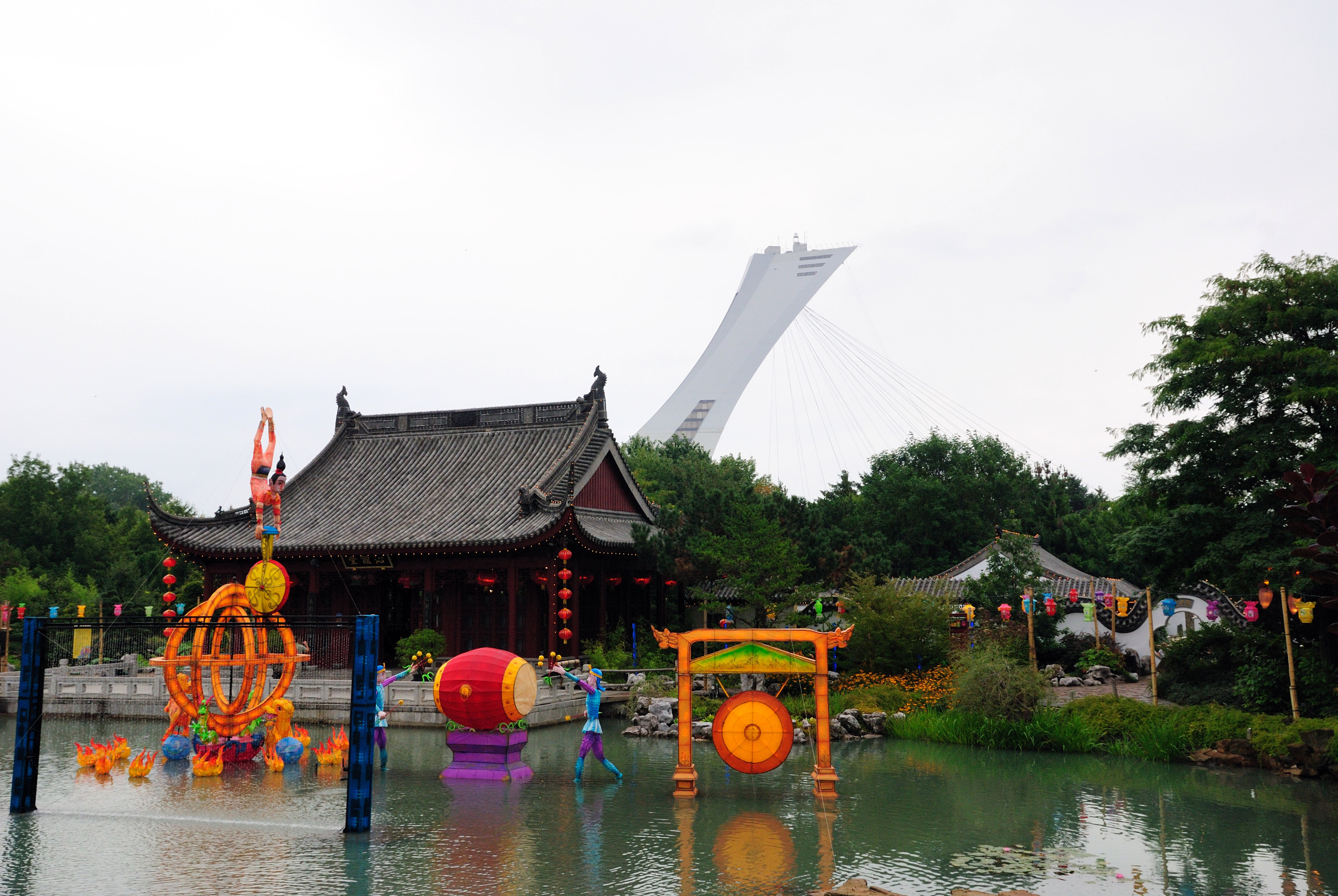
Chinesischer Garten während des Lampionfestes The Magic of Lanterns

Der Botanische Garten Montreal (franz.: Jardin botanique de Montréal) ist ein 748.600 Quadratmeter großer botanischer Garten in der kanadischen Stadt Montreal. Der Garten verfügt über verschiedene Gewächshäuser und zeigt thematisch getrennt verschiedene Vegetationen, über 22.000 Pflanzenarten, 30 Themengärten sowie ein großes Arboretum und ist damit der zweitgrößte botanische Garten der Welt. Er befindet sich westlich des Olympiastadions Montreal. Der Garten wurde auf Initiative des Botanikers Joseph Louis Conrad Kirouac (später als Bruder Marie-Victorin ein Ordensgeistlicher der Brüder der christlichen Schulen) 1931 in der Hochzeit der Weltwirtschaftskrise von Bürgermeister Camillien Houde gegründet und nach dem Entwurf des aus Deutschland nach Amerika ausgewanderten Gärtners, Botanikers und Landschaftsarchitekten Henry Teuscher (1891–1984) angelegt.
Der Chinesische Garten (1991 eröffnet) zeigt die traditionelle chinesische Gartenkunst und ist der größte außerhalb Chinas. Der 1988 eröffnete Japanische Garten zeigt neben der Gartenkunst und bis zu 150 Jahre alten Bonsaibäumen auch Ausstellungen zur Teezeremonie, zum Iaidō sowie zur Ikebana. Seit 2001 zeigt der First Nations Garden einheimische Pflanzen wie Ahorn, Birke oder Kiefer. Eine Ausstellung zeigt Lebensweise, Kunst und Bautechnik der First Nations. Der Alpine Garden zeigt alpine Pflanzen. Auf dem Gelände des Botanischen Gartens befindet sich seit 1990 ein Insektarium.